# 博讷维尔-阿普托
博讷维尔-阿普托（法語：Bonneville-Aptot，法語發音：[bɔnvil apto]）是法国厄尔省的一个市镇，属于贝尔奈区。该市镇于1844年由原市镇博讷维尔叙勒贝克（Bonneville sur le Bec）和阿普托（Aptot）合并而成。

## 地理
博讷维尔-阿普托（49°15'30"N, 0°45'46"E）面积7.47 平方千米，位于法国诺曼底大区厄尔省，该省份为法国北部内陆省份，北起滨海塞纳省，西接奧恩省和卡爾瓦多斯省，南至厄尔-卢瓦省，东临瓦兹省、瓦兹河谷省和伊夫林省。
与博讷维尔-阿普托接壤的市镇（或旧市镇、城区）包括：布瓦塞勒沙泰勒、埃卡克隆、马勒维尔叙勒贝克、圣菲尔贝叙布瓦塞、圣莱热迪热讷泰、蒂耶维尔。

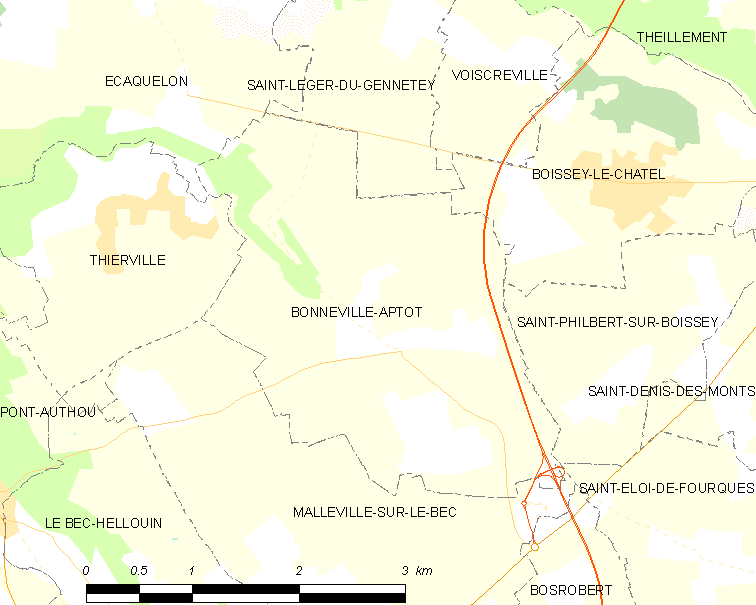
博讷维尔-阿普托的OSM定位图

博讷维尔-阿普托的时区为UTC+01:00、UTC+02:00（夏令时）。

## 行政
博讷维尔-阿普托的邮政编码为27290，INSEE市镇编码为27083。

## 政治
博讷维尔-阿普托所属的省级选区为蓬托德梅尔县。

## 人口

1962-2008年间博讷维尔-阿普托人口变化图示

博讷维尔-阿普托于2022年1月1日时的人口数量为261人。